# L'Idylle (Gérôme)
L’Idylle, puis L'Innocence, et enfin Daphnis et Chloé est une huile sur toile du peintre français Jean-Léon Gérôme. Peinte en 1852, elle représente une scène de nu, qui sera associée par Théophile Gautier à Daphnis et Chloé. Elle est conservée au Musée Massey de Tarbes en France. Seconde grande composition néo-grecque de Gérôme, elle fait écho 5 ans après à Un combat de coqs pour lequel on qualifiera l’Idylle de resucée. 
Le tableau est présenté au salon de 1853, mais ne sera pas bien accueilli par le public et met même dix-sept ans pour être vendu à Achille Fould pour presque 5000 Frs. Il en fera don rapidement au musée de Tarbes. Le tableau est aussi présenté à l’exposition universelle de 1900.
Le tableau représente des thèmes chers à l’artiste : les nus, les animaux et la peinture d’histoire. Gérôme nous présente deux adolescents nus adossés à un bassin de fontaine, une biche de dos est tournée vers la jeune femme. Une niche au-dessus de la fontaine abrite un Amour ailé assis en tailleur. Une végétation importante habille les contours de la fontaine : oreille d'éléphant, vigne, lierre et capucines. La fontaine et la végétation seront repris par Gérôme en 1876 pour Retour de la chasse. Circassien à l’abreuvoir.
La toile mesure 212 centimètres de hauteur pour 156 centimètres de largeur. La signature de l'auteur se trouve à droite sur le mur au niveau du bord de la fontaine en lettres rouges sur 2 lignes J.L. GEROME et 1852.
Le tableau est de nos jours très demandé pour des expositions temporaires à travers le monde : Aux États-Unis entre 1972 et 73 puis au Musée des Beaux-arts de Brest, un autre voyage au Japon en 1974 et 75, puis une présentation à Orsay en 2011 avant son retour pour l'inauguration du Musée Massey et en 2015 à Venise.

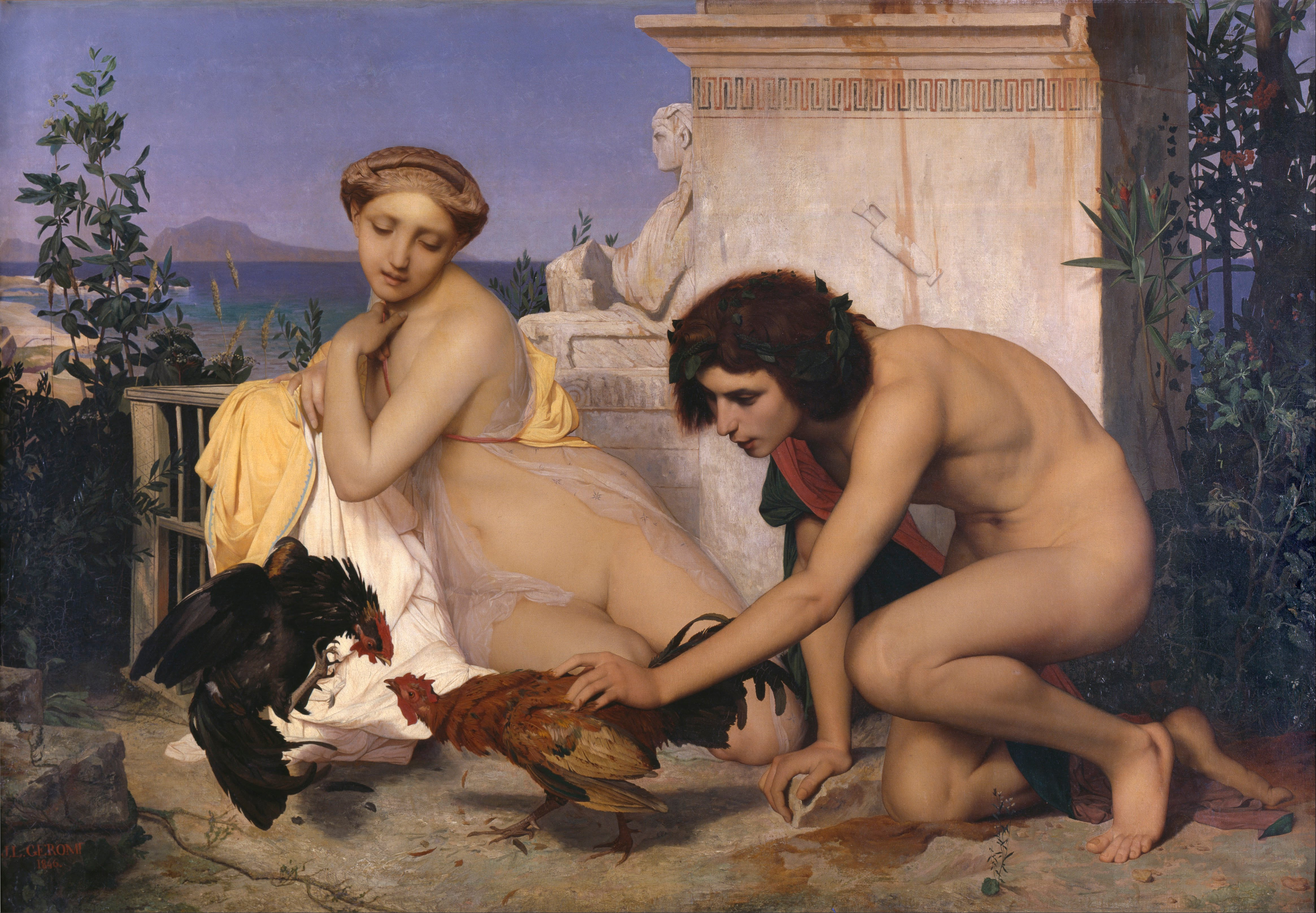
Un combat de coqs.
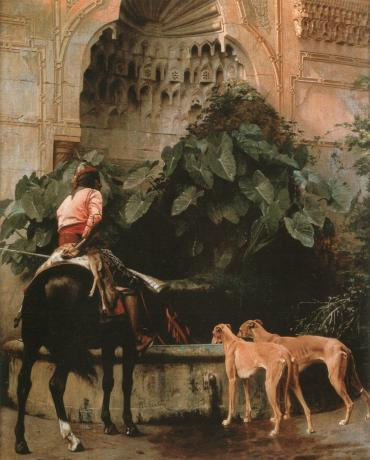
Retour de la chasse. Circassien à l’abreuvoir.
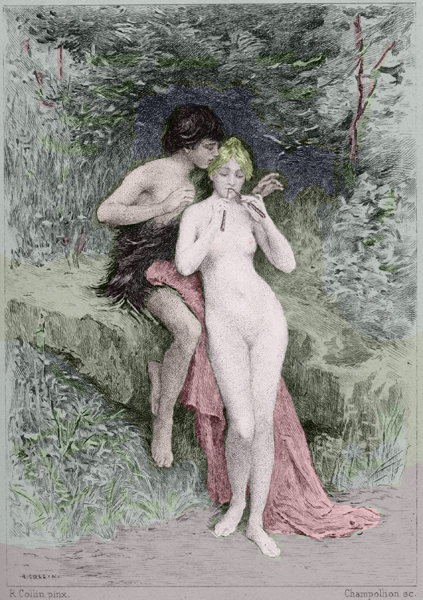
Daphnis et Chloé Couverture dessiné par Raphaël Collin.
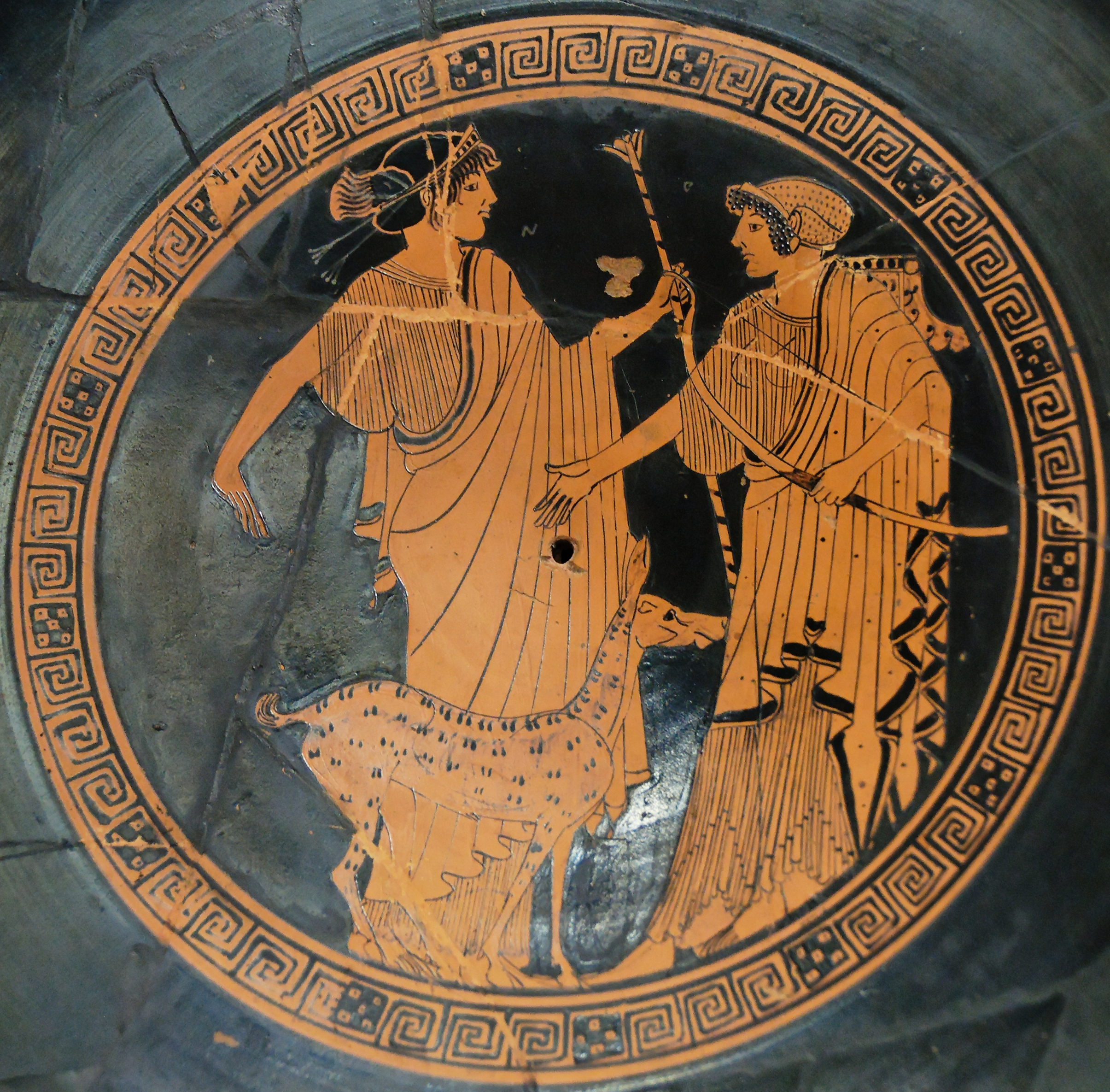
Apollon et Artémis avec une biche.
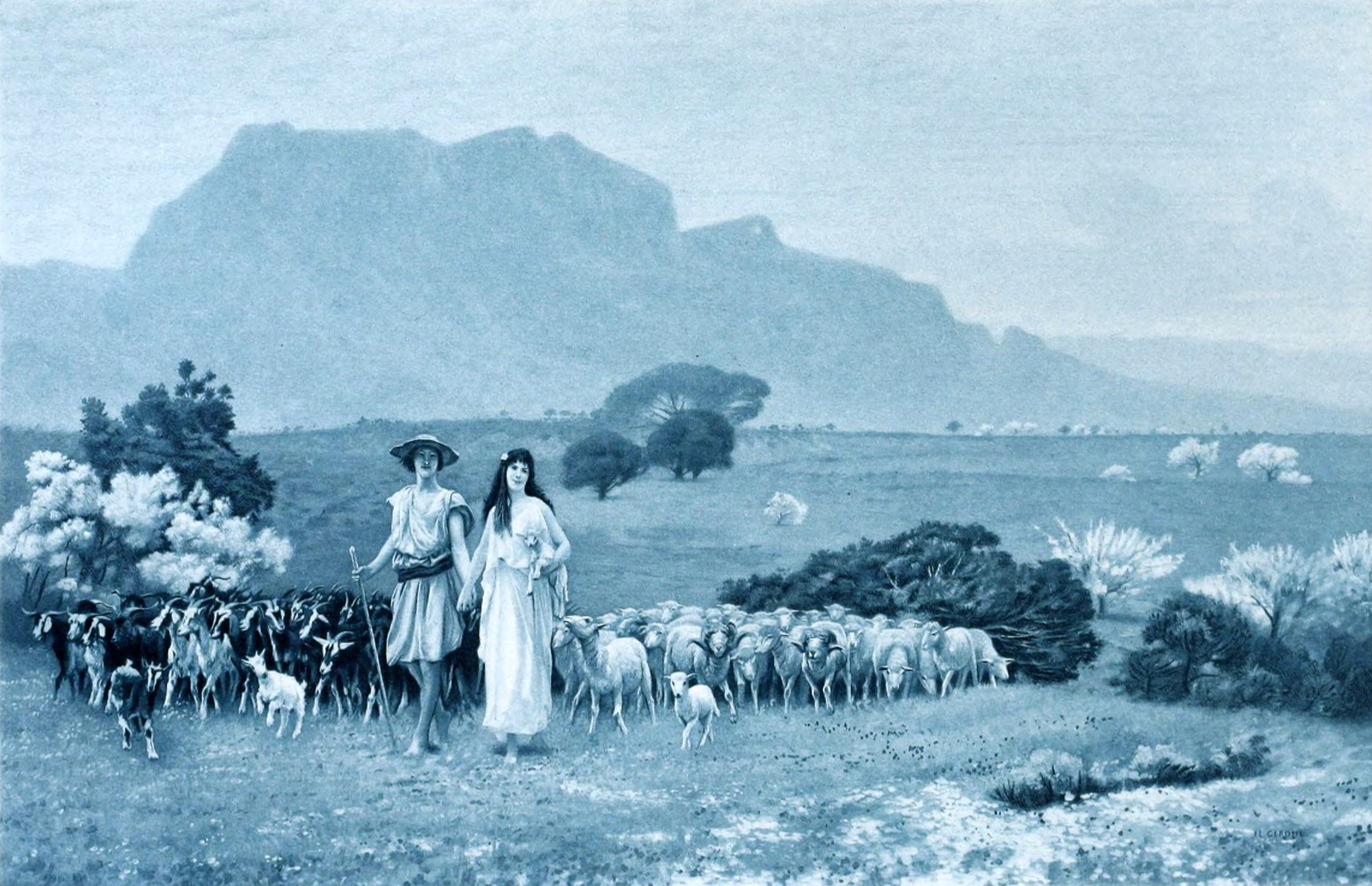
Daphnis et Chloé par Gérôme en 1898.